# 迦留陀夷
迦留陀夷（梵語：Kālodayin），亦稱優陀夷、烏陀夷、鄔陀夷，意譯為黑光或黑曜，為悉達多太子的宮廷教師，後來成為釋迦牟尼佛著名的聲聞弟子之一。曾教化淨飯王，使其對釋迦牟尼佛生起敬信，依止於佛，受佛陀讚許，為諸弟子中「教化第一」 。

## 生平簡介
迦留陀夷尊者出身婆羅門，為釋迦牟尼佛於太子時期宮廷裡的教師，因為他身形高大、皮膚極黑，且漆黑發亮，故有迦留陀夷（梵語：Kālodayin，意即黑烏陀夷、黑優陀夷）之號。釋迦牟尼佛在成道後，淨飯王因思子心切，便派迦留陀夷前往迎請佛陀回國，迦留陀夷說：「如果大王同意我出家，那我便前往。」淨飯王同意，迦留陀夷便依令前往拜謁釋迦牟尼佛，蒙佛陀為之說法攝受，便依止佛陀座下出家成為比丘，順利迎請釋迦牟尼佛歸國弘法，後來依佛學法證得阿羅漢果，具足六大神通。

## 事蹟概述

### 夜間行乞過
釋迦牟尼佛因事制宜制定戒律，其中「過午不食戒」便是緣於迦留陀夷而制定。尊者皮膚黝黑，在一個雷電交加的夜裡外出托缽，行至一戶有孕婦的人家敲門乞食，當孕婦聽到敲門聲走出來開門時，恰巧落下一道閃電，孕婦在雷聲與電光中忽地瞥見尊者黝黑的臉孔，以為是黑鬼，頓生恐怖驚嚇，導致了小產。釋迦牟尼佛知道此事後，便制定了「不得過中食，不得豫乞食」的戒律。

### 教化淨飯王
當時釋迦牟尼佛在迦毘羅國的尼居陀林，詢問有哪位弟子能前往教化淨飯王？許多位弟子願意前往，但佛陀都沒有應允。目犍連尊者便入於三昧觀察到佛陀有意讓迦優夷前往教化淨飯王，於是便告知迦留陀夷。優陀夷一開始不認為自己可以勝任，釋迦牟尼佛則對優陀夷說，能夠教化淨飯王的人只有你我二人。
便為優陀夷宣說過去世的因緣：過去世中有一位大王名為「實長增」，大王有一名王子名為「妙堅慧」，後來王子捨棄世榮出家修行，一名叫做「月施」臣子也跟隨王子出家，王子出家一事讓大王起了嫌恨之心，但經過月施的善化，而令大王歡喜，過去世這位名妙堅慧王子，就是現在的釋迦牟尼佛，實長增大王就是現在的淨飯王，臣子月施就是今日的優陀夷尊者，由於過去曾教化實長增大王的緣故，現在由迦留陀夷前去教化淨飯王必能獲得廣大利益。優陀夷尊者領受佛陀教化後，便著衣持鉢入迦毘城，得知淨飯王對悉達多太子有王位不繼承而選擇出家的事升起嫌恨的心，並命令所有的族人不得至釋迦牟尼佛處聽法，如有犯者當斬首。於是優陀夷尊者便示現神通力，飛至淨飯王住所，以種種善化方便勸化，讓淨飯王對釋迦牟尼佛、對佛法生起敬信，使淨飯王大喜，便以上妙飲食供養優陀夷尊者，希望尊者用完餐後能帶上美食回去供奉佛陀，並主動求見佛陀。優陀夷尊者最終圓滿了接引教化淨飯王的功德。

### 教化婆羅門婦
當時舍衛城中有一個婆羅門，太太的性情非常暴惡。在一個節慶的日子，婆羅門心想：「今天一定會有親朋好友來，如果她向親朋婦女們口出惡言，將會令我很難堪不如先回避。」於是，婆羅門就攜帶孩子到鄉下去。優陀夷尊者觀照到婆羅門婦受化的因緣已到，便執持衣鉢來到她家門前。這時，婆羅門婦正在料理食物，尊者就站在離她不遠之處，婆羅門婦對尊者說：「你要覓食吧？就算你眼睛張得像鉢盂那麼大，也得不到食物的！」。尊者立即張開兩眼，使它大如鉢盂。婆羅門婦看了又說：「就算你把身體分成兩段，我也不給食物！」尊者馬上施以神通將自己的身體分為兩半倒臥在地。
此時，婢女則告訴婆羅門婦：「如果殺了比丘將犯國家的刑法，會被抓去當一輩子的官婢。」婆羅門婦聽後非常驚慌，急著要將死屍移開丟入深坑。可是，尊者入了滅盡定，身體不能移動。她無可奈何，便拉著尊者兩腳，懇求懺悔謝罪，祈求他能回復原形，她願意讓尊者任意取餅。尊者於是出定，向她索餅。婆羅門婦想找一個做得最差的麵餅給他。可是籠中的餅都是好的，於是隨便拿一個出來做佈施，想不到所有麵餅都自動跟著出來。她問尊者說：「你要這麼多麵餅嗎？」。尊者說：「與我們同修梵行的人很多，你如果能親自前往供養，那是最好的了。」因此，婆羅門婦就拿餅隨著尊者來到給孤獨長者家，看見佛陀和僧眾儼然而坐。婆羅門婦捧著餅供養佛陀及僧眾，僧眾有千餘人之多，一籠麵餅只有數十個，每人分一塊餅，但這餅卻分也分不盡，以數十個餅供養千餘僧眾，讓她深感奇異，嘆未曾有，她因此深生敬信。尊者遂為婆羅門婦說法，使婆羅門婦證得初果，婆羅門婦回到家後看見麵餅仍然在籠中，一個也沒有少。
節日過後，婆羅門回家看見太太的言行異於往常，暴躁脾氣已經改善，便詢問原因。婆羅門婦便將尊者教化她的經過告訴丈夫，婆羅門聽了非常的讚嘆，也深生敬信，便前往恭請尊者及佛陀、僧眾駕臨他家接受供養。佛陀及僧眾前往應供後便返回精舍，留下尊者優陀夷為他倆說法，夫婦因而證得道果。夫婦發心盡形供養尊者，尊者不肯接受。夫婦再三懇求尊者，發願設一食座，希望尊者如果要去其它地方乞食時，就來此食座接受供養，於是尊者悲愍地答應。

### 因果顯報
婆羅門婦命終前告訴家人說：「我死之後，不可廢除聖者迦留陀夷的食座。」婆羅門婦命終後不久婆羅門也逝去。兒子守孝一段時間之後，離家到他方求學。婆羅門的媳婦，因先生不在導致煩惱日增，於是暗地裡與賊王私通。尊者每天到他家接受供養，知道這個婦人性多煩惱，因此經常為她演說離欲法門。婆羅門媳婦心裡想：「這位迦留陀夷尊者有他心通，一定已經知道我與人私通的事，我先生如果回來，尊者一定會告知他這個秘密，我應先設法把他殺了。」於是她便假裝生病，讓婢女前往通報尊者，請尊者前來。迦留陀夷尊者因為業力牽引，沒有如往日出門前先以神通觀照，便直接前往婆羅門家。婆羅門的媳婦事先叫來賊王告訴他：「只要這比丘還活著，我就必死無疑。」賊王怕他們私通的事情敗露，於是就持刀殺害了尊者，並將他的屍骨棄於糞堆之中。
此時，釋迦牟尼佛正在為諸比丘們布薩，只有優陀夷尊者沒有到場，佛陀照見尊者已被害，便告訴諸比丘優陀夷遭殺害並被棄屍於糞堆的消息，要大眾隨祂一同前往為尊者做最後的法事，火化建塔供養舍利。佛陀在大眾隨行中走到城門口，波斯匿王帶領勝鬘夫人、群臣和士女們迎接佛陀後，得知尊者被殺一事，便以四寶莊校喪輿，跟隨釋迦牟尼佛及聖眾們來到糞堆邊，取出尊者法體，以香湯洗浴，然後送進寶車中，哀奏各種伎樂沿途布滿幢幡，焚香雲蓋遍佈虛空。國王、大臣及全城仕女隨從佛陀及聖眾送尊者的法體出城，在誦完《無常經》後，以香木荼毘尊者法體。火化後拾取舍利置入金瓶內，於四衢路側建塔供養。勝鬘夫人得知尊者被賊王殺之後，懇切地稟告國王，希望下令追捕賊王，以維護比丘們的安全，波斯匿王即下令嚴加緝捕。不久便捕獲了賊王並下令將他投入熱油鍋中處死，其餘賊黨伴侶多至五百人之多，都被砍斷手。又把那位與賊王私通的婆羅門媳婦，將他頭髮繫於狂馬足下，讓馬踐蹋而亡。
比丘們對這些人的悲慘下場感到疑惑，請示佛陀這些人過去造下何業，而造成今日的下場。釋迦牟尼佛便對大眾宣說過去的因緣：過去世時，波羅奈國的國王名叫梵摩達多，一位擁有五百弟子的大臣，為求利養欺騙國王他在夢中預知了未來十二年的種種災難，將危及王位。建議國王要殺五百頭牛祭祀才能免災，國王下令找來五百頭牛，但群牛似乎知道自己的命運便大聲吼叫，國王心生悲愍，便問大臣：「這麼多牛都要全部殺嗎？」。大臣知國王心軟，便建議如果這群牛中，在將被殺時，還能行淫的話就必須死，就在將要祭祀時，正好一頭公牛和雌牛正在共為淫事，大臣便主張殺此二牛，他的五百弟子也舉手贊同該殺，大臣的太太也表示贊同，於是這兩頭牛便被殺來供設祭祀。
過去提議要殺牛的大臣就是這位賊王；賊王的太太就是與賊王私通的婆羅門媳婦；大臣的五百弟子就是這五百位賊徒。當時被殺的兩頭牛，就是現在的波斯匿王及勝鬘夫人，因他們當時被那位大臣所殺，這一世又相遇了，當然要報復回來。並勸告比丘們，因果業報絲毫不爽，所有的眾生，自己作的業，該受的果報不會消滅，無論歷經多少劫的時間，一當業果成熟時，自己所造下的惡業果報，終究要由自己承受，因果業報絲毫不爽，因此千萬不要造作惡業。
佛陀接著又向比丘們宣說優陀夷尊者過去做何業因才得到這樣的果報：在過去世中，優陀夷是一位獵人，一天有一位證得獨覺果位的出家人到山洞中暫時休息。這一天獵人一無所獲，他為此感到疑惑，後來發現這位僧人正端坐在此，心想肯定是因為這位僧人才讓自己毫無收穫，一氣之下便用毒箭射殺他。這位獨覺聖者悲愍獵人的愚痴，便躍身於虛空中，做種種神通變化。獵人見到種種神變，知道自己犯了罪過，深刻悔恨自己的魯莽，並向聖者祈求懺悔。聖者為了哀愍他，縱身而下接受他的懺悔，然後毒氣發作命終，獵人便以火焚燒聖者法體取出舍利起塔作種種供養，然後發願：「希望我將來不會因為殺害聖者的罪而受地獄的苦報；願我來世能遇上殊勝大師，並親自供養祂。」又在過去有一世，優陀夷是一位瓦師，見到一位證得獨覺果的出家人身患疾病，來到他家乞食。他不識聖賢，便掐住這位聖者的咽喉把他推出去丟入糞堆中，聖者因身體虛弱而致命終。這時，另一位獨覺聖者，以神通乘空正好經過上方，看見那位聖者的屍骸被丟棄在糞堆中，即縱身而下，用各種香花供養。瓦師見到被棄的屍體正在被這位聖者供養，一問之下才知道，原來被他害死的出家人竟是一位得道聖者，他非常懊惱自責自己愚痴不識賢聖，自知無力如法荼毗聖者法體，只好向國王稟告，請求為聖者共舉葬禮。

國王聽說有一位聖者在這種離奇的情況下涅盤，便下令群臣以及後宮婇女、城中士庶等為聖者焚身供養。瓦師則做了金色寶瓶來盛裝聖者的餘骨，在四衢道旁造塔隨力供養，並發下弘願：「我已造作無間重業，希望不會因這個罪業使我墮於地獄；願以至誠供養的功德，於未來世得遇殊勝大師，親承教旨，不生疲厭，獲得像尊者一樣的神通自在。」優陀夷因為過去造下的惡業以及他當時即刻的悔過、發願供養，使他今生能親事釋迦牟尼佛學法證得阿羅漢，但被殺害後被棄屍於糞堆中，最後蒙佛陀與僧眾、舉國臣民都雲集來為尊者做焚身供養。

## 外部連結
- 迦留陀夷——教化第一 （页面存档备份，存于）
- 淺論迦留陀夷 （页面存档备份，存于）